# Венецианский национализм

Флаг Венецианской республики

Венецианский национализм (Венетизм от вен. Venetismo) — идеология и региональное движение за более широкую автономию или даже независимость Венеции от Италии, возрождение наследия Венецианской республики, её традиций, культуры и языка. По словам венецианского писателя Паоло Поссамаи, венетизм — это «усилия Венеции и венецианцев признать их идентификацию и автономию». Это широкое движение, которое включает в себя венецианские партии и некоторые слои населения.
Основное требование — признать Венецию государством, отдельным от государства Итальянской Республики, и оспорить достоверность результатов референдума, согласно которому Венеция объединилась в 1866 году с Италией. Некоторые политики, в частности представители Венецианской национальной партии, политических движений «Государство Венето» и «Венецианская независимость», призывают к проведению референдума и развёртыванию кампании за независимость Венеции, исторических земель Венецианской республики, а именно северо-итальянских областей Венеции, Фриули-Венеция-Джулия, некоторых районов Ломбардии (Брешии, Бергамо, Крема, частично Мантуи) и Тренто.

## Современное положение

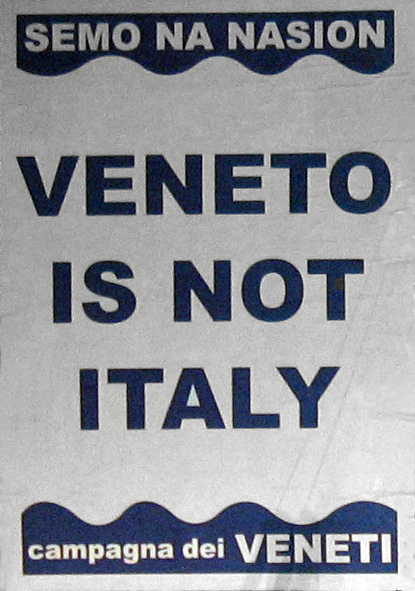
«Мы — нация, Венеция — не Италия», предвыборный плакат кампании 2009 года в Венеции

Устав городов региона Венеция закрепил понятие «венецианского народа». Венетскому языку, согласно данным ЮНЕСКО, не грозит исчезновение, поскольку на нём говорят в Венеции, некоторых частях Фриули-Венеции-Джулии, Хорватии, в Риу-Гранди-ду-Сул и Санта-Катарина в Бразилии и Чипило в Мексике.
В 1998 году Региональный совет Венеции одобрил резолюцию о самоопределении венецианского народа. Документ закрепил «права венецианцев на демократический и прямой референдум для свободного высказывания своего права на самоопределение». В 2006 году Региональный совет официально обратился к правительству с инициативой изменить Конституцию Италии с целью предоставления Венеции статуса автономной области, который имеют её соседи Фриули-Венеция-Джулия и Трентино-Альто-Адидже.
В 2007 году Венеция предоставила венетскому языку, вместе с итальянским, статус официального. Был основан официальный веб-сайт стандартов венецианского языка, вместе с тем день 25 марта был провозглашён Днём венецианского народа (Festa del Popolo Veneto) на годовщину основания Венеции. В 2011 года Региональный совет официально обратился к итальянскому парламенту с просьбой защитить специальным законом венецианский язык как язык национального меньшинства.
В то время как идея федерализации страны приобретает всё более широкую поддержку в Венеции, обретение независимости усложняется. Последние опросы показывают неуклонный рост сторонников независимости Венеции. Согласно опросу, проведённому в декабре 2011 года, за независимость оказалось 50 % венецианцев. А в январе 2012 года, по данным газеты «Il Gazzettino», это количество возросло до 53,3 %. Местные выборы также показывают приверженность избирателей к партиям, выступающим за независимость региона.
В 2012 году движение «Венецианская независимость» собрало более 20 000 подписей за проведение референдума по вопросу независимости. Однако по Конституции Италии подобные меры являются незаконными. 6 октября 2012 года был проведён митинг в поддержку проведения референдума.